# ヴァンダ (ポーランド女王)

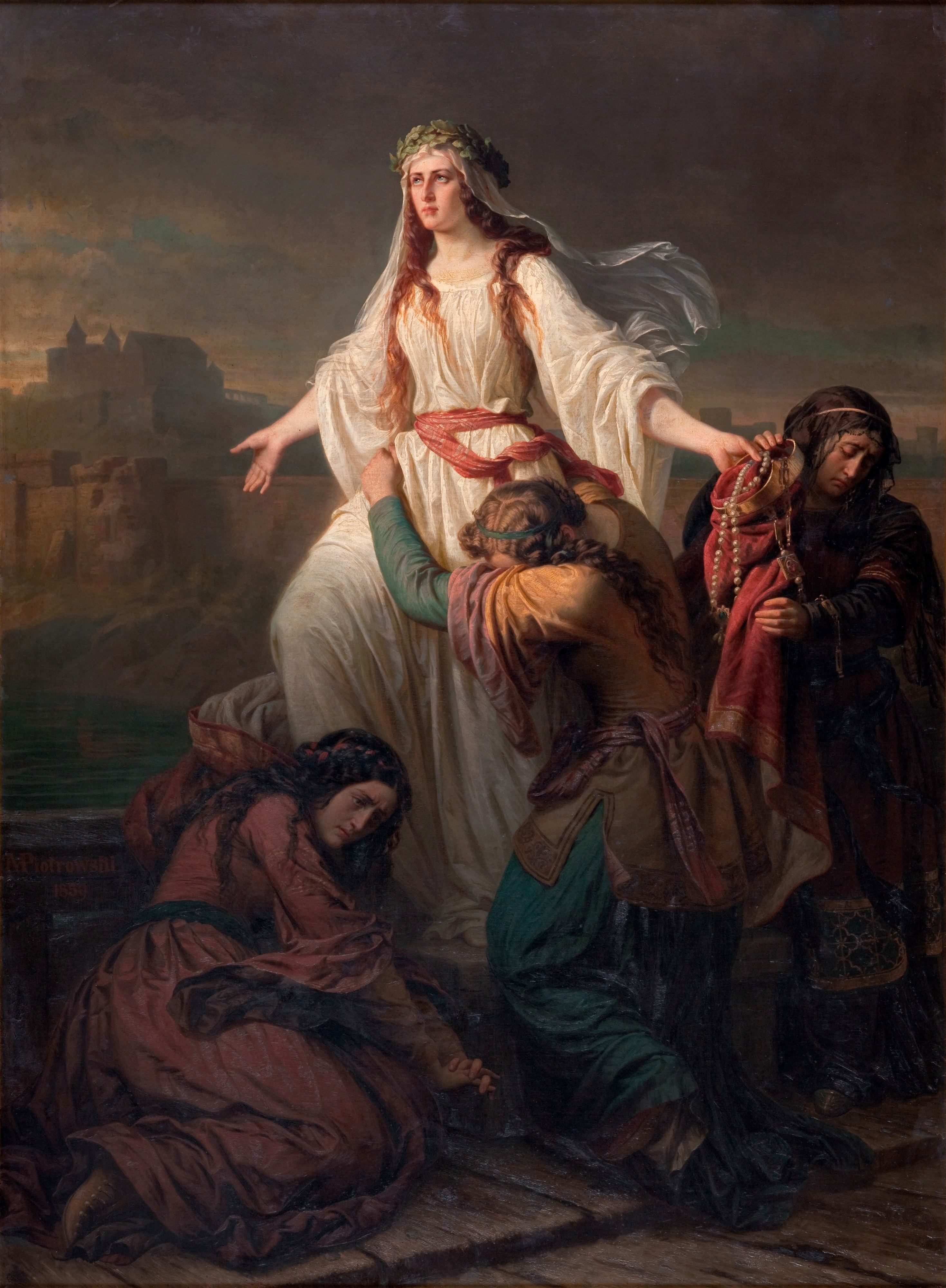
マクシミリアン・ピョトロフスキによる『ヴァンダ王女の死』（1859年）

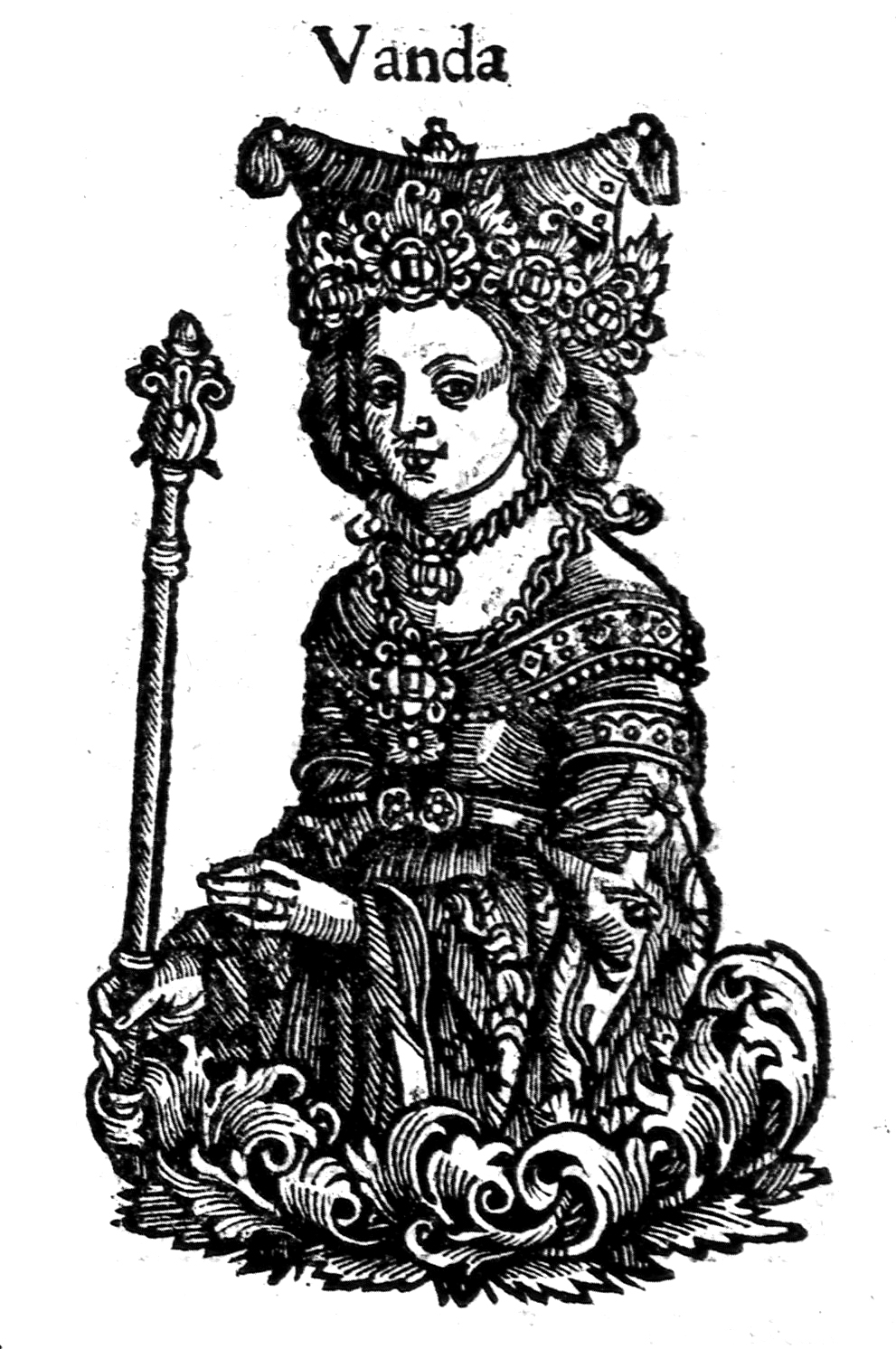
ヴァンダ姫

ヴァンダ（Wanda）は、人々には8世紀のポーランドで暮らしていたと信じられており、クラクフの伝説的な建設者クラクスの娘とされている姫。父の死によってヴァンダはポーランド人達の女王になったが、望まない結婚を避けるために自殺した。

## カドゥウベックによるヴァンダ伝説の最初の言及
ヴァンダの伝説について、最初に文書に記録されたのは、ポーランド人の年代記作者ヴィンツェンティ・カドゥウベックによるものであった。伝説のこのヴァリアントでは、ヴァンダは伝説的なポーランド王クラクスの後を継いでポーランドを統治した。前統治者の死を好機と捉えた"アラマンニ人の僭主"がヴァンダの国に侵攻してきた時、ヴァンダは彼に会うために自ら軍隊を率いて行った。ヴァンダの美しさを見たゲルマン人の兵士達は戦うことを拒否し、そして彼らの指導者は自殺した。物語の終わり頃にカドゥウベックは次のように述べている。「（ヴァンダ (Wanda) に）ちなんでVandalus川は名付けられた」、それゆえに彼女が支配した人々は、「ヴァンダル人 (Vandals)」として知られている。このヴァリアントでは、ヴァンダは独身のままで長い人生を生きた。

## 伝説の後世のヴァリアント
伝説の後世のヴァリアントでは内容がかなり異なる。『大ポーランド年代記 (波: Kronika wielkopolska)』でのヴァリアントでは、ドイツ人の指導者リディギェルは、当初はヴァンダとの結婚を望んでおり、そして、ヴァンダが求婚を拒絶した場合のみ、リディギェルはヴァンダの国へ攻め込んだ。ここでは、リディギェルは引き続き起こった戦いの間に死に、一方、ヴァンダに勝利を授けた異教の神々への感謝と供犠のために、戦いの後にヴァンダは自殺している。物語のさらに他のヴァリアントでは、ヴァンダは、自分が生きている限り今後も求婚の拒絶を侵攻の口実として利用しうる相手が存在することになると知ったため、ヴィスワ川に投身して自殺している。

## 史料
王女ヴァンダの伝説は、中世（12、13世紀）の、ポーランド人の司教で歴史家のヴィンツェンティ・カドゥウベックよって最初に記述された。たいていの歴史学者は、おそらくはスラヴの神話と伝説に基づいてカドゥウベックによって創案された伝説だとみなしている。ただし、幾人かの歴史学者は、伝説がスカンディナヴィアまたは古代ローマ（または古代ギリシャの）の伝承に根付いたものだとみなしている。

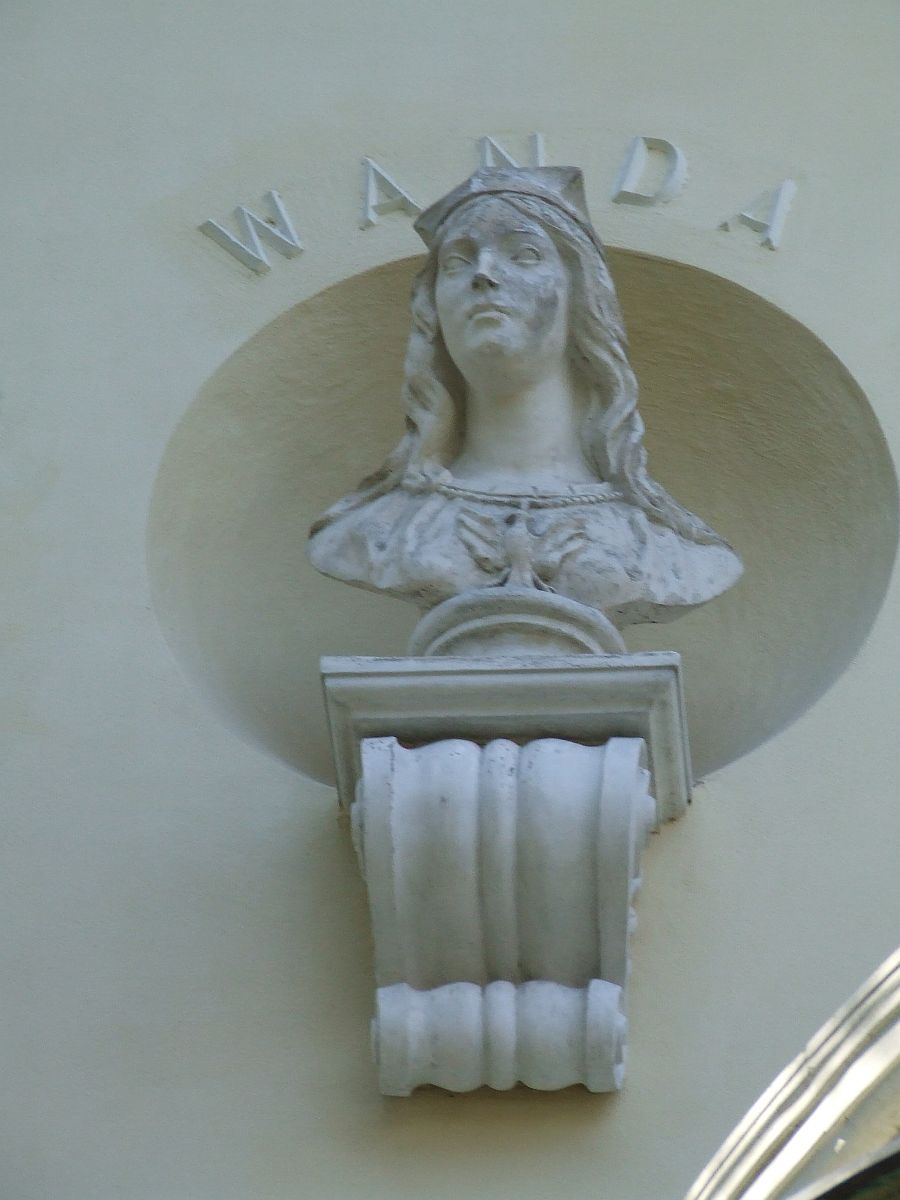
ウルシヌフ、クラシンスキ (Krasiński) の宮殿にあるヴァンダ女王の胸像 (英語版)

興味深いことに、カドゥウベックによるヴァリアントでは、ヴァンダ王女ではなくドイツ人の王子が自殺している。カドゥウベックによれば、王女は長く幸福な人生を送り、最後まで処女を保っていた。13-14世紀の『大ポーランド年代記』だけにみられる、ヴァンダが自殺するとするヴァリアントは、15世紀の歴史家ヤン・ドゥウゴシュによって一般に広められた。

## 文化的な影響
アントニン・ドヴォルザークは、11作のオペラの5作目として、このポーランドの歴史的な伝説とその周辺を題材にした『プルジェデフラ・ヴァンダ』を制作した。1875年に書かれたその作品では、異教徒のスラヴ人とキリスト教徒のドイツ人とが争う物語となった。
研究者の Albina Kruszewska と Marion Coleman は、女王ヴァンダが「エレインの純粋・潔白・純潔と、コルデイラの子女として当然の献身、そしてブーディカの鉄の意志」を持っている、と解説した。

## 小説家ヘイドゥクによるヴァンダの伝説
ポーランドの歴史小説家ブロニスワフ・ヘイドゥク（生没年不詳）は、幼い頃の彼に祖母が物語を語り聞かせた口調を生かした『クラクフ神話伝説物語』（日本語題）を著している。ヴァンダの伝説も、「英雄クラクス伝説」（日本語題）として収録されている。
ヴァヴェル城のクラクスVIII世は50年以上も独身生活を楽しんでいた。ある日クラクスは、若く美しい娘ジーヴィアと出会い、そして二人は結婚した。クラクスはジーヴィアのことを、彼女がヴェネーディ族の出身であったことから「ヴェネーダ」と呼び、間もなく「ヴァンダ」と呼ぶようになった。ヴァンダとクラクスは幸せな日々を過ごしていたが、ある日クラクスが落馬で負った怪我が元で亡くなった。この頃のクラクフでは、王が死ぬと妻や召使いらが殉死し、墓には武器や身の回り品ばかりか犬や馬も一緒に葬る慣わしが続いていた。ヴァンダは城内での会議の席上で、殉死の習慣をなくすことを提案した。間もなくクラクスの葬儀を執り行ったが、それはポーランドでは珍しい質素な様式だった。ヴァンダの事は人々の噂にのぼり、ドイツ人の公爵リディギェルの元にも聞こえていった。ヴァンダへ恋心を抱いていたリディギェルは、贈り物と、「ヴァンダが求愛を受け入れねばクラクフを攻め落とす」との強硬な要求をヴァンダに送った。城では再び会議が開かれ、重臣達はヴァンダに要求を受け入れるよう求めた。しかしヴァンダはこう答えた。自分が死んでも誰も殉死はしなくとも良く、自分は夫に殉死しなかったとの誹りを逃れることができる、と。ヴァヴェル城で盛大な宴を催した後、ヴァンダはヴィスワ川に身を投げて自殺した。リディギェルはひどく落胆した。悲しんだ人々は、亡くなったヴァンダのために、怪物スモークを倒したクラクスIV世が亡くなった時のように高城を建てた。ヴァンダについては多くの伝説があり、王の妻であるとも、王の娘（2人はかなり年齢が離れている）であるとも伝えられているという。